# AFC President's Cup 2012
De AFC President's Cup 2012 is de achtste editie van dit voetbalbekertoernooi voor clubteams van de Aziatische voetbalbond AFC.

## Deelname
Deelname aan het toernooi is voorbehouden voor clubs uit landen die vanwege hun positie in de AFC-ranking niet in aanmerking komen om aan de AFC Champions League of de AFC Cup deel te nemen. Wel is een vereiste dat die landen een acceptabele competitie hebben. De twaalf teams die dit jaar deelnemen worden in drie groepen van elk vier teams verdeeld. Elke groep speelt zijn wedstrijden in een gastland.

## Toernooi
Loting
De loting voor de AFC President's Cup 2012 werd gehouden in het hoofdkantoor van de AFC op 6 maart 2012.

### Eerste ronde
De wedstrijden werden gespeeld tussen 3 mei 2012 en 13 mei 2012 . De top twee van elke groep plaatste zich voor de tweede ronde.

#### Groep A
| Team                 | Gsp | G | G | V | DV | DT | DS | Ptn |
| -------------------- | --- | - | - | - | -- | -- | -- | --- |
| Taiwan Power Company | 2   | 1 | 1 | 0 | 1  | 0  | +1 | 4   |
| KRL                  | 2   | 0 | 2 | 0 | 0  | 0  | 0  | 2   |
| Erchim               | 2   | 0 | 1 | 1 | 0  | 1  | −1 | 1   |

- Sheikh Jamal trok zich terug,[3] door de veiligheid in Pakistan.[4]

|                  |         |       |        |                                                                  |
| 8 mei 2012 20:00 | KRL     | 0 – 0 | Erchim | Punjab Stadium, Lahore Toeschouwers: 500 Scheidsrechter: Wang Di |
| 8 mei 2012 20:00 | Verslag |       |        | Punjab Stadium, Lahore Toeschouwers: 500 Scheidsrechter: Wang Di |

|                   |        |         |                      |                                                                       |
| 10 mei 2012 20:00 | Erchim | 0 – 1   | Taiwan Power Company | Punjab Stadium, Lahore Toeschouwers: 250 Scheidsrechter: Nivon Robesh |
| 10 mei 2012 20:00 |        | Verslag | Chen Yi-wei 90+3'    | Punjab Stadium, Lahore Toeschouwers: 250 Scheidsrechter: Nivon Robesh |

|                   |         |       |                      |                                                                           |
| 12 mei 2012 20:00 | KRL     | 0 – 0 | Taiwan Power Company | Punjab Stadium, Lahore Toeschouwers: 500 Scheidsrechter: Masoud Tufaylieh |
| 12 mei 2012 20:00 | Verslag |       |                      | Punjab Stadium, Lahore Toeschouwers: 500 Scheidsrechter: Masoud Tufaylieh |

#### Groep B
| Team                | Gsp | G | G | V | DV | DT | DS  | Ptn |
| ------------------- | --- | - | - | - | -- | -- | --- | --- |
| Dordoi-Dynamo Naryn | 3   | 3 | 0 | 0 | 17 | 3  | +14 | 9   |
| Phnom Penh Crown    | 3   | 2 | 0 | 1 | 9  | 1  | +8  | 6   |
| Nepal Police Club   | 3   | 1 | 0 | 2 | 5  | 6  | −1  | 3   |
| Yeedzin             | 3   | 0 | 0 | 3 | 2  | 23 | −21 | 0   |

|                  |                                                                                   |         |         |                                                                             |
| 5 mei 2012 13:30 | Phnom Penh Crown                                                                  | 8 – 0   | Yeedzin | Olympic Stadium, Phnom Penh Toeschouwers: 3.000 Scheidsrechter: Jumpei Iida |
| 5 mei 2012 13:30 | Sokumpheak 20' Borey 26', 41', 66' Sothy 54' Suhana 61' S. Pheng 76' H. Pheng 85' | Verslag |         | Olympic Stadium, Phnom Penh Toeschouwers: 3.000 Scheidsrechter: Jumpei Iida |

|                  |                                                |         |                     |                                                                                  |
| 5 mei 2012 16:30 | Dordoi-Dynamo Naryn                            | 5 – 1   | Nepal Police Club   | Olympic Stadium, Phnom Penh Toeschouwers: 3.000 Scheidsrechter: Fahad Al-Mirdasi |
| 5 mei 2012 16:30 | Murzaev 3', 14', 63' Sharipov 12' Baymatov 70' | Verslag | Pandey 45+1' (pen.) | Olympic Stadium, Phnom Penh Toeschouwers: 3.000 Scheidsrechter: Fahad Al-Mirdasi |

|                  |                            |         | |                                                                                       |
| 7 mei 2012 13:30 | Yeedzin                    | 2 – 11  | Dordoi-Dynamo Naryn                                                                                    | Olympic Stadium, Phnom Penh Toeschouwers: 978 Scheidsrechter: Nagor Amir Noor Mohamed |
| 7 mei 2012 13:30 | Chencho 40' Tshering 90+2' | Verslag | Murzaev 18', 27', 62', 81', 87' Askarov 39' Tetteh 45' Maka Kum 59' Anderson 64', 70' Bekbolotov 90+1' | Olympic Stadium, Phnom Penh Toeschouwers: 978 Scheidsrechter: Nagor Amir Noor Mohamed |

|                  |                   |         |                  |                                                                                 |
| 7 mei 2012 16:30 | Nepal Police Club | 0 – 1   | Phnom Penh Crown | Olympic Stadium, Phnom Penh Toeschouwers: 3.500 Scheidsrechter: Khamis Al Marri |
| 7 mei 2012 16:30 |                   | Verslag | Borey 21'        | Olympic Stadium, Phnom Penh Toeschouwers: 3.500 Scheidsrechter: Khamis Al Marri |

|                  |                                        |         |         |                                                                             |
| 9 mei 2012 13:30 | Nepal Police Club                      | 4 – 0   | Yeedzin | Olympic Stadium, Phnom Penh Toeschouwers: 1.500 Scheidsrechter: Jumpei Iida |
| 9 mei 2012 13:30 | Silwal 2', 71' Shrestha 37' Pandey 49' | Verslag |         | Olympic Stadium, Phnom Penh Toeschouwers: 1.500 Scheidsrechter: Jumpei Iida |

|                  |                  |         |                     |                                                                               |
| 9 mei 2012 16:30 | Phnom Penh Crown | 0 – 1   | Dordoi-Dynamo Naryn | Olympic Stadium, Phnom Penh Toeschouwers: 5.531 Scheidsrechter: Sukhbir Singh |
| 9 mei 2012 16:30 |                  | Verslag | Baymatov 90' (pen.) | Olympic Stadium, Phnom Penh Toeschouwers: 5.531 Scheidsrechter: Sukhbir Singh |

#### Groep C
| Team                    | Gsp | G | G | V | DV | DT | DS | Ptn |
| ----------------------- | --- | - | - | - | -- | -- | -- | --- |
| Istiklol                | 2   | 2 | 0 | 0 | 3  | 1  | +2 | 6   |
| Markaz Shabab Al-Am'ari | 2   | 1 | 0 | 1 | 2  | 2  | 0  | 3   |
| Balkan                  | 2   | 0 | 0 | 2 | 2  | 4  | −2 | 0   |

- Ratnam trok zich terug.[3]

|                  |              |         |                           |                                                                                           |
| 5 mei 2012 16:00 | Balkan       | 1 – 2   | Markaz Shabab Al-Am'ari   | Central Republican Stadium, Doesjanbe Toeschouwers: 2.000 Scheidsrechter: Shahzad Khurram |
| 5 mei 2012 16:00 | Çoňkaýew 32' | Verslag | Kaware 59' Keshkesh 90+2' | Central Republican Stadium, Doesjanbe Toeschouwers: 2.000 Scheidsrechter: Shahzad Khurram |

|                  |                         |         |              |                                                                                   |
| 7 mei 2012 16:00 | Markaz Shabab Al-Am'ari | 0 – 1   | Istiklol     | Central Republican Stadium, Doesjanbe Toeschouwers: 7.000 Scheidsrechter: Ma Ning |
| 7 mei 2012 16:00 |                         | Verslag | Ergashev 75' | Central Republican Stadium, Doesjanbe Toeschouwers: 7.000 Scheidsrechter: Ma Ning |

|                  |                              |         |             |                                                                                          |
| 9 mei 2012 16:00 | Istiklol                     | 2 – 1   | Balkan      | Central Republican Stadium, Doesjanbe Toeschouwers: 9.000 Scheidsrechter: Yudai Yamamoto |
| 9 mei 2012 16:00 | Rabiev 41' Vasiev 79' (pen.) | Verslag | Diwanow 66' | Central Republican Stadium, Doesjanbe Toeschouwers: 9.000 Scheidsrechter: Yudai Yamamoto |

### Tweede ronde
Op 18 juli 2012 bepaalde het organisatie comité voor de AFC President's Cup 2012 dat  Tadzjikistan de finales van het toernooi mag organiseren. De wedstrijden zullen worden gespeeld in Doesjanbe van 24 september tot en met 30 september 2012.
De loting voor de eindronde zal worden gehouden op 31 juli 2011 in het hoofdkwartier van de AFC In Kuala Lumpur. De zes teams worden ingedeeld in twee groepen van drie. De groepswinnaars plaatsen zich voor de finale.

### Groep A
| Team                | Gsp | G | G | V | DV | DT | DS  | Ptn |
| ------------------- | --- | - | - | - | -- | -- | --- | --- |
| Istiklol            | 2   | 2 | 0 | 0 | 8  | 0  | +8  | 6   |
| Dordoi-Dynamo Naryn | 2   | 1 | 0 | 1 | 8  | 2  | +6  | 3   |
| Phnom Penh Crown    | 2   | 0 | 0 | 2 | 0  | 14 | −14 | 0   |

|                         |                     |         |                          |                                                                                      |
| 24 september 2012 16:00 | Dordoi-Dynamo Naryn | 0 – 2   | Istiklol                 | Central Republican Stadium, Dushanbe Toeschouwers: 5.118 Scheidsrechter: Jumpei Iida |
| 24 september 2012 16:00 |                     | Verslag | Ergashev 38' Sodikov 58' | Central Republican Stadium, Dushanbe Toeschouwers: 5.118 Scheidsrechter: Jumpei Iida |

|                         |                  |        |                                                                                  |                                                                                           |
| 26 september 2012 19:00 | Phnom Penh Crown | 0 – 8  | Dordoi-Dynamo Naryn                                                              | Central Republican Stadium, Dushanbe Toeschouwers: 2.132 Scheidsrechter: Fahad Al-Mirdasi |
| 26 september 2012 19:00 |                  | Report | Baymatov 5', 72', 90' Tetteh 8' Kichin 58' Anderson 63' Shamshiev 75' Sataev 83' | Central Republican Stadium, Dushanbe Toeschouwers: 2.132 Scheidsrechter: Fahad Al-Mirdasi |

|                         |                                                                        |         |                  |                                                                                          |
| 28 september 2012 19:00 | Istiklol                                                               | 6 – 0   | Phnom Penh Crown | Central Republican Stadium, Dushanbe Toeschouwers: 9.999 Scheidsrechter: Khamis Al Marri |
| 28 september 2012 19:00 | Vasiev 26' Tokhirov 47' Sharipov 52' Rabimov 58', 90+1' Fatkhuloev 76' | Verslag |                  | Central Republican Stadium, Dushanbe Toeschouwers: 9.999 Scheidsrechter: Khamis Al Marri |

### Groep B
| Team                    | Gsp | G | G | V | DV | DT | DS | Ptn |
| ----------------------- | --- | - | - | - | -- | -- | -- | --- |
| Markaz Shabab Al-Am'ari | 2   | 1 | 1 | 0 | 6  | 2  | +4 | 4   |
| Taiwan Power Company    | 2   | 1 | 1 | 0 | 4  | 2  | +2 | 4   |
| KRL                     | 2   | 0 | 0 | 2 | 2  | 8  | −6 | 0   |

|                         |                      |         |                         |                                                                                       |
| 24 september 2012 19:00 | Taiwan Power Company | 1 – 1   | Markaz Shabab Al-Am'ari | Central Republican Stadium, Dushanbe Toeschouwers: 2.078 Scheidsrechter: Nivon Robesh |
| 24 september 2012 19:00 | Chen Yi-wei 87'      | Verslag | Keshkesh 62'            | Central Republican Stadium, Dushanbe Toeschouwers: 2.078 Scheidsrechter: Nivon Robesh |

|                         |          |         |                                           |                                                                                           |
| 26 september 2012 16:00 | KRL      | 1 – 3   | Taiwan Power Company                      | Central Republican Stadium, Dushanbe Toeschouwers: 1,565 Scheidsrechter: Masoud Tufaylieh |
| 26 september 2012 16:00 | Adil 88' | Verslag | Ho Ming-tsan 55', 58' Huang Kai-jun 90+4' | Central Republican Stadium, Dushanbe Toeschouwers: 1,565 Scheidsrechter: Masoud Tufaylieh |

|                         |                                              |         |                |                                                                                      |
| 28 september 2012 16:00 | Markaz Shabab Al-Am'ari                      | 5 – 1   | KRL            | Central Republican Stadium, Dushanbe Toeschouwers: 1.782 Scheidsrechter: Jumpei Iida |
| 28 september 2012 16:00 | Jamhour 41', 61' Obeid 54', 56' Aliwisat 70' | Verslag | Saad Ullah 40' | Central Republican Stadium, Dushanbe Toeschouwers: 1.782 Scheidsrechter: Jumpei Iida |

### Finale
|                         |                         |         |                         |                                                                                            |
| 30 september 2012 19:00 | Markaz Shabab Al-Am'ari | 1 – 2   | Istiklol                | Central Republican Stadium, Dushanbe Toeschouwers: 19.323 Scheidsrechter: Fahad Al-Mirdasi |
| 30 september 2012 19:00 | Keshkesh 21'            | Verslag | Ergashev 69' Vasiev 78' | Central Republican Stadium, Dushanbe Toeschouwers: 19.323 Scheidsrechter: Fahad Al-Mirdasi |

Seizoenen: 2005 · 2006 · 2007 · 2008 · 2009 · 2010 · 2011 · 2012 · 2013 · 2014